# Brady-Gletscher
Der Brady-Gletscher ist ein 39 km langer Gletscher im US-Bundesstaat Alaska. Er befindet sich im Glacier-Bay-Nationalpark im Alaska Panhandle etwa 74 km nordwestlich von Hoonah.

## Geografie
Der Brady-Gletscher strömt vom Brady Icefield, in der südlichen Fairweather Range gelegen, in südlicher Richtung und endet am Kopf der Taylor Bay, einer kleinen Seitenbucht nördlich des Cross Sound. 

## Gletscherentwicklung
Der Gletscher wurde erstmals im Jahre 1794 vom britischen Entdecker George Vancouver gesichtet. In der Zwischenzeit hat sich der Gletscher um 8 km zurückgezogen.

## Namensgebung
Der Gletscher wurde nach John Green Brady, 1897–1909 Gouverneur des District of Alaska, benannt.